# Колягина, Мария Егоровна
Мария Егоровна Колягина (род. 25 января 1919, село Христово, теперь Славяносербского района Луганской области — ?) — советский деятельница, звеньевая колхоза имени Сталина Александровского района Ворошиловградской области, новатор сельскохозяйственного производства. Герой Социалистического Труда (16.02.1948). Депутат Верховного Совета УССР 3-го созыва.

## Биография
Родилась в крестьянской семье. Трудовую деятельность начала в колхозе имени Сталина села Христово Александровского района Ворошиловградской области, где проработала звеньевой много лет.
В 1947 году собрала урожай пшеницы 30,5 центнера с гектара на площади 15,5 гектаров. За достигнутые успехи в борьбе за высокие урожаи была удостоена звания Героя Социалистического Труда.
В 1949 — 1950 годах — слушатель Ворошиловградской областной летней школы садоводов. После окончания школы работала садоводом, звеньевой колхоза имени Сталина (потом — имени ХХІІ съезда КПСС) села Христово Александровского района Ворошиловградской области.
Потом — на пенсии в селе Обозное Славяносербского района Луганской области.

## Награды
- Герой Социалистического Труда (16.02.1948)
- орден Ленина (16.02.1948)
- медали